# Imerinaea madagascarica
Imerinaea madagascarica – gatunek roślin z monotypowego rodzaju Imerinaea z rodziny storczykowatych (Orchidaceae). Gatunek jest endemitem Madagaskaru.

## Systematyka
Gatunek sklasyfikowany do podplemienia Eulophiinae w plemieniu Cymbidieae, podrodzina epidendronowe (Epidendroideae), rodzina storczykowate (Orchidaceae), rząd szparagowce (Asparagales) w obrębie roślin jednoliściennych.